# Boriss Cilevičs

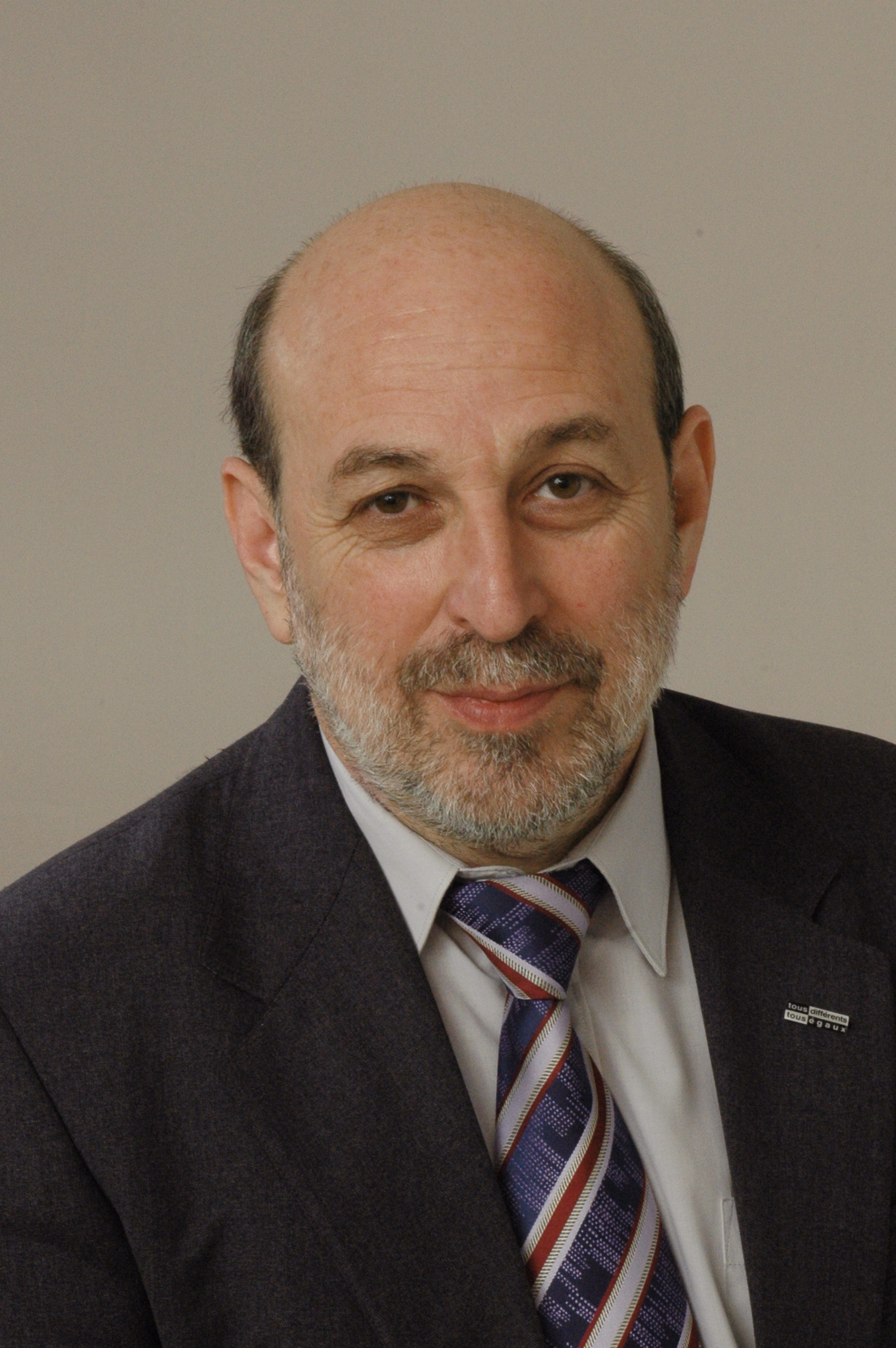
Boriss Cilevičs, 2010

Boriss Cilevičs (russisch Борис Цилевич, Boris Zilewitsch; * 26. März 1956 in Daugavpils, Lettische SSR) ist ein lettischer Ingenieur und Politiker. Er war von 1998 bis 2022 Mitglied des lettischen Parlaments, der Saeima.

## Biographie
Cilevičs wurde als Sohn russisch-jüdischer Einwanderer aus Leningrad in Daugavpils geboren. Nach dem Besuch des dortigen Gymnasiums studierte er Mathematik und Physik an der Lettischen Staatlichen Universität (LVU). 1981 erwarb er einen Doktortitel im Bereich der mathematischen und theoretischen Physik. In den 1980er Jahren arbeitete er als Ingenieur, danach im Laboratorium für Informatik des Instituts für Mathematik und Informatik der LVU.
Ab dem Beginn der 90er Jahre beteiligte sich Cilevičs an verschiedenen sozialen und politischen Aktivitäten, er war unter anderem Mitglied der Lettischen Volksfront. Er betätigte sich journalistisch und wurde 1992 Mitglied des lettischen Journalistenverbandes. Ab 1995 war er Direktor des Zentrums für Sozial- und Bildungsforschung „Baltic Insight“.

### Politik
Boriss Cilevičs gehörte 1994 zu den Gründern der Tautas Saskaņas partija (TSP), für die er im März 1997 in den Stadtrat von Riga gewählt wurde.
1998 zog Cilevičs auf der Liste der Tautas Saskaņas partija in die Saeima ein und ist seither Mitglied des Parlaments. 2002 trat er für die Liste Par Cilvēka Tiesībām Vienotā Latvijā an, 2006 für Saskaņas Centrs. 2010, 2014 und 2018 kandidierte er erfolgreich für die Sociāldemokrātiskā Partija „Saskaņa“. Er war Mitglied im parlamentarischen Ausschuss für auswärtige Angelegenheiten und ist stellvertretender Vorsitzender der Kommission für Menschenrechte und soziale Angelegenheiten. Bei der Parlamentswahl 2022 scheiterte seine Partei an der Fünf-Prozent-Hürde.
Im Rechtsstreit um die Abschaffung der Beschränkungen für die Verwendung der russischen Sprache in den Massenmedien vertrat er vor dem lettischen Verfassungsgericht (lettisch: Satversmes tiesa) die Klägerseite.
Seit 1999 ist Cilevičs Mitglied der Parlamentarischen Versammlung des Europarates, in den Jahren 2005 bis 2007 war er Vorsitzender des Unterausschusses für nationale Minderheiten. Vom 22. April 2003 bis zum 30. April 2004 war er Beobachter beim Europäischen Parlament und vom 1. Mai bis zu den Europawahlen am 12. Juni 2004 für sechs Wochen dessen Abgeordneter.

### Familie
Boriss Cilevičs ist verheiratet und hat zwei erwachsene Kinder.